# Космічний корабель (конфігурація клітинного автомата)
Космічний корабель (англ. spaceship) — клас конфігурацій у грі «Життя» — створеній Конвеєм моделі клітинного автомата.

## Опис
Конфігурацію «Життя» або іншого клітинного автомата називають космічним кораблем, якщо через певну кількість поколінь вона знову з'являється без додатків або втрат, але зі зміщенням відносно початкового положення. Найменшу таку кількість поколінь називають періодом космічного корабля.
Першим виявленим космічним кораблем став планер. Його знайшов 1970 року Річард Ґай під час відстеження еволюції R-пентаміно.
Космічний корабель періоду p, який протягом періоду переміщається на (m,n), де m ≥ n має тип (m, n) / p. Як довів Конвей 1970 року, p ≥ 2m + 2n.
Космічні кораблі, що рухаються горизонтально або вертикально, називають ортогональними кораблями. Якщо рух космічного корабля відбувається по діагоналі під кутом 45°, його називають діагональним. Космічні кораблі, що рухаються під іншими кутами, називають косими або похилими (англ. oblique). 2010 року побудовано перший похилий космічний корабель типу (5120, 1024) / 33699586.

## Швидкість
Швидкістю світла в заданому клітинному автоматі називають найбільшу швидкість поширення інформації. Швидкість світла в «Житті» дорівнює швидкості переміщення шахового короля — одна клітинка за покоління по горизонталі, вертикалі чи діагоналі. Зазвичай швидкість світла позначають буквою c.
Швидкість космічного корабля визначають відношенням відстані зсуву до періоду. Часто швидкість виражають через c. Так, швидкість планера в «Житті» дорівнює c / 4, оскільки він переміщується на одну клітинку по діагоналі за чотири покоління. Найпростіший ортогональний космічний корабель, ЛКК, рухається зі швидкістю c / 2.

У загальному випадку, якщо космічний корабель у двовимірному клітинному автоматі на квадратній сітці переміщується на вектор (x, y) за n поколінь, його швидкість дорівнює 

## Приклади

### B3/S35

Наведені нижче конфігурації є ортогональними космічними кораблями у варіанті «Життя» — клітинному автоматі з правилами B3/S35 (клітина народжується, якщо в неї три сусіди, і виживає, якщо в неї три чи п'ять сусідів).

## Пов'язані конфігурації
Тагалонг (англ. tagalong — «тягучка») — конфігурація, яка сама не є космічним кораблем, але може бути приєднана до космічного корабля, щоб сформувати новий космічний корабель. Іншими словами, тагалонг — це частина космічного корабля, яку можна видалити без руйнування корабля.
Тагалонг, розташований перед космічним кораблем, називають пушалонгом (англ. pushalong — «штовхач»).
Конфігурацію, здатну, не руйнуючись, змінювати напрямок руху космічного корабля, називають відбивачем (англ. reflector).
Гармата (англ. gun) — нерухома конфігурація, що періодично випускає космічний корабель.

## Значення
Космічні кораблі можна використати для передавання інформації. Здатність планера переносити інформацію стала частиною доведення того, що «Життя» є тюрінг-повним.